# Jacob Lawrence
Jacob Lawrence (7. září 1917, Atlantic City – 9. června 2000, Seattle) byl americký malíř známý pro zachycování života Afroameričanů. Svůj styl sám pojmenoval jako dynamický kubismus, ovšem spíše než ve Francii hledal svou inspiraci v Harlemu. Věnoval se také výuce, 15 let vyučoval na University of Washington. Je jedním z nejznámějších afroamerických malířů. Do celonárodního povědomí se dostal ve 25 letech se svou šedesátidílnou sérií Migration Series, kterou namaloval na karton. Série zachycuje téma Velké migrace Afroameričanů z rurálního jihu do průmyslově rozvinutého severu USA. O sérii byla v roce 1941 napsaná reportáž také v magazínu Fortune. Lawrencova díla jsou stálými expozicemi například v institucích, jako jsou: Muzeum umění ve Filadelfii, Muzeum moderního umění, Muzeum amerického umění Whitneyové, Metropolitní muzeum umění nebo Brooklynské muzeum.

## Biografie

### Mládí
Jacob Lawrence se narodil v září 1917 v Atlantic City. Jeho rodiče byli součástí Velké migrace Afroameričanů z rurálního jihu do průmyslově rozvinutého severu USA. Do Atlantic City přišli za prací. V roce 1924 se jeho rodiče rozvedli. Pracující matka neměla jinou šanci než svěřit Jacoba a jeho sourozence státu, který je umístil do pěstounské péče ve Filadelfii. Ve 13 letech se se svými sourozenci vydali do New Yorku, kde se znovu setkali se svou matkou, která žila v Harlemu. Brzy poté ho matka přihlásila do odpoledních kroužků výtvarného a užitého umění.
V šestnácti letech byl vyhozen ze školy a začal pracovat v prádelně a tiskárně. Ve svém volném čase se začal věnovat více a více umění. Navštěvoval například kurzy v instituci Harlem Art Workshop, kde ho učil například malíř a sochař Charles Alston. Právě Alston v něm rozpoznal potenciál a přiměl ho se přihlásit na Harlem Community Art Center, kterou vedla sochařka Augusta Savage. Ta Lawrencovi zajistila plné stipendium na nezávislé umělecké škole American Artists School. Současně mu pomohla získat práci v rámci agentury Works Progress Administration, která v rámci vládního plánu New Deal vytvářela pracovní příležitosti ve veřejných projektech. Lawrence současně dále studoval a spolupracoval s Alstonem a nově také se sochařem a malířem Henrym Bannarnem, kteří všichni byli umělci Harlemské renesance.
V červenci 1941 se oženil s malířkou Gwendolyn Knight, která v té době byla také studentkou Alstona. Pár byl spolu až do smrti Jacoba Lawrence v roce 2000. Během druhé světové války sloužil v jednotkách Pobřežní stráže USA na lodi USCGC Sea Cloud. Během služby se dál věnoval malbě, kdy kreslil a maloval zážitky ze služby. Během války vytvořil kolem 48 děl, které se nedochovaly. Nicméně hned po válce vytvořil sérii War Series. Po válce se vrátil do New Yorku. Nejpozději v roce 1949 se u něj naplno projevila deprese. Téhož roku se zapsal na Hillside Hospital v Queensu, kde strávil následujících jedenáct měsíců. S depresemi se i zde vyrovnával s pomocí malování. Většina maleb z tohoto období zachycují smutek a bolest. Krátce po svém propuštění se začal věnovat divadlu.

### Vzdělání a kariéra
Ve třicátých letech se účastnil výtvarných kurzů v rámci Works Progress Administration (1934 až 1937) a studoval také v Harlem Art Workshop (1937). Harlem tehdy bylo centrum formálního vzdělání ve výtvarném umění pro Afroameričany z celé země. Ovlivněný myšlenkami Harlemské renesance se ve svých dílech velmi věnoval zachycování historie Afroameričanů. V roce 1938, v jeho 21 letech, vystavilo Baltimore Museum of Art jeho sérii obrazů o haitské revoluci otroků Toussainta Louvertureho, která vedla k nezávislosti Haiti. Tuto úspěšnou výstavu následovaly obrazy o Frederickovi Douglassovi, Harrietě Tubmanové nebo Johnu Brownovi.
Lawrencovi bylo pouhých 23 let, když dokončil šedesátidílnou sérii Migration of the Negro (dnes známou jako Migration Series). Série zachycuje Velkou migraci, během které statisíce Afroameričanů po první světové válce opustily rurální jih a odešly hledat práci do rozvinutějšího severu USA. Série byla vystavena v newyorském Muzeu moderního umění (jako prvního Afroameričana) a Lawrencovi přinesla slávu a uznání. Do roku 1941 se věnoval především zachycování každodenního života v Harlemu a cyklu obrazů odkazujímu k historii Afroameričanů. V roce 1946 poprvé vyučoval v letním uměleckém kurzu Black Mountain College. Zde byl ovlivněn malířem Josefem Albersem a přiklonil se k realismu.
Později dostal příležitost učit na University of Washington, kde následně učil celých 15 let. Zde namaloval sérii obrazů o Georgeovi Washingtonovi Bushovi, prvním pionýrovi, který byl míšencem a osídlil západ USA. Do konce života učil na několika univerzitách a aktivně maloval. Zemřel v roce 2000 na karcinom plic.
V roce 1970 mu National Association for the Advancement of Colored People udělila medaili za zásluhy. V roce 1971 byl zvolen čestným členem National Academy of Design, v roce 1979 získal plné členství. V roce 1974 pořádalo Muzeum amerického umění Whitneyové jeho první velkou retrospektivní výstavu. V roce 1983 byl zvolen členem American Academy of Arts and Letters. V roce 1990 mu Kongres Spojených států amerických udělil národní medaili za přínos v umění. V roce 1995 byl zvolen členem Americké akademie umění a věd.